# Ujaciîn, Novohrad-Volînskîi
Ujaciîn (în ucraineană Ужачин) este un sat în comuna Nova Romanivka din raionul Novohrad-Volînskîi, regiunea Jîtomîr, Ucraina.

## Demografie
Componența lingvistică a localității Ujaciîn
     Ucraineană (97,43%)
     Rusă (2,18%)
     Alte limbi (0,4%)
Conform recensământului din 2001, majoritatea populației localității Ujaciîn era vorbitoare de ucraineană (97,43%), existând în minoritate și vorbitori de rusă (2,18%).